# Жанна II (пфальцграфиня Бургундии)
Жа́нна (ок. 1288, Бракон — 21 января 1330, Руа-ан-Вермандуа, Франция) — пфальцграфиня Бургундии с 1315 года, графиня Артуа с 1329 года, королева Франции и Наварры в 1316—1322 годах. Старшая дочь графини Маго Артуа и Оттона IV, пфальцграфа Бургундии.

## Биография
В 1307 году была выдана замуж за будущего короля Филиппа V Длинного (среднего сына Филиппа Красивого), имела от него четырёх дочерей (в порядке рождения: Жанна, Маргарита, Изабелла, Бланка) и сына Филиппа, умершего в младенчестве.
Вместе с троюродной тёткой Маргаритой Бургундской и сестрой Бланкой Бургундской была замешана в знаменитом деле Нельской башни в 1314 году. Однако на суде, в отличие от сестёр, не был доказан факт супружеской неверности. Жанну обвинили в пособничестве и заключили в замок Дурдан, откуда она была выпущена в 1315 году по ходатайству своего мужа Филиппа Пуатье. Её сестре и троюродной тётке повезло меньше, они были заточены в суровый замок Шато-Гайар, где Маргарита через год встретила свою смерть, а Бланка, помутившаяся рассудком, провела почти всю оставшуюся жизнь.
В 1315 году унаследовала от брата графство Бургундия (Франш-Конте).
Была коронована 20 ноября 1316 года. Королевой Франции она пробыла шесть лет, а в 1322 году стала вдовствующей королевой.
В 1329 году, после смерти матери, была провозглашена графиней Артуа. Умерла вслед за матерью в 1330 году по пути в своё графство. Её неожиданную и быструю кончину многие считали делом рук Роберта III д’Артуа, претендента на одноимённое графство. По мнению французского историка Жана Фавье, такая версия несостоятельна, так как после смерти королевы Жанны её владения унаследовала старшая дочь, бургундская герцогиня Жанна III, с которой Роберту точно так же пришлось вести тяжбу (таким образом, от смены оппонента он ничего не выиграл, а только проиграл, так как новую графиню Артуа поддерживала могущественная бургундская партия). Фавье отмечает, что смерть Жанны была более выгодна её зятю и главному противнику Роберта Артуа, герцогу Эду IV Бургундскому, жена которого в результате унаследовала Артуа и Франш-Конте, многократно увеличив владения Бургундского дома.

## Жанна в искусстве
Жанна Бургундская является одной из героинь цикла исторических романов «Проклятые короли» французского писателя Мориса Дрюона, а также двух французских сериалов-экранизаций. В сериале «Проклятые короли» 1972 года роль Жанны исполняла актриса Катрин Риш, а в одноимённом сериале 2005 года — Жюли Депардье.